# حداثية (موسيقى)

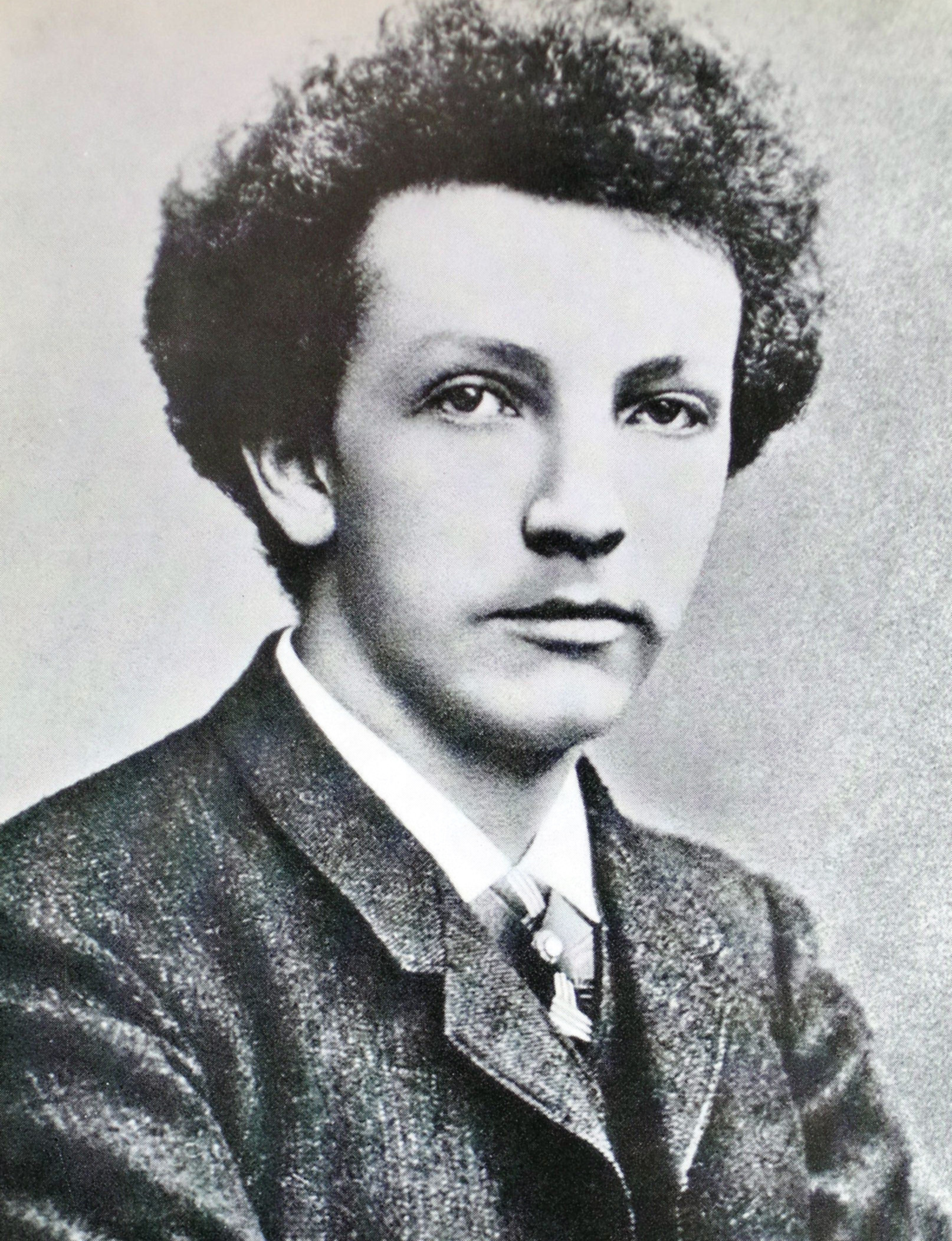

في الموسيقى، الحداثية (بالإنجليزية: Modernism)‏ هي موقف فلسفي وجمالي قامت عليه فترة التغيير والتطوير في اللغة الموسيقية التي وقعت حدثت في نهاية القرن العشرين تقريبًا، وهي فترة من التفاعلات المتنوعة في تحدي التصنيفات الموسيقية الأقدم وإعادة ترجمتها، والإبداعات التي قادت إلى طرق جديدة في تنظيم الجوانب التآلفية واللحنية والصوتية والإيقاعية للموسيقا ومقاربتها، والتغييرات في الآراء الجمالية العالمية في علاقة وثيقة بالفترة الحداثية الأكبر ممكنة التحديد من فنون المرحلة. الكلمة المؤثرة الأكثر ارتباطًا بها هي «الإبداع» (ميتزر 2009، 3). سمتها البارزة هي «التعددية اللغوية»، إذ يمكننا القول إنه لا يوجد نوع موسيقي واحد احتل موضع الهيمنة قط (مورغان 1984، 443).
يكمن في صلب الحداثية الموسيقية اليقين بأن الموسيقا ليست ظاهرة ثابتة تعرّفها حقائق سرمدية ومبادئ كلاسيكية، بل بالأحرى هي شيء ما تاريخي وتطوري في جوهره. مع أن الإيمان بالتطور الموسيقي أو بمبدأ الإبداع ليس أمرًا جديدًا أو خاصًا بالحداثية، فإن قيمًا كهذه مهمة خاصة ضمن المواقف الحداثية الجمالية.

-  إدوارد كامبل (2010، 37)
تتضمن الأمثلة الاحتفال برفض أرنولد شونبيرج النغميةَ في أعمال اللامقامية الملونة والنغمة الإثني عشرية، وابتعاد إيغور سترافينسكي عن الإيقاع الموزون. (كامبل 2010، 37).

## تعاريفها
يصف العالم الموسيقي كارل دالهاوس الحداثية بأنها:
نقطة توقف تاريخي جلية... تنطوي انطلاقة ماهلر، وشتراوس، وديبوسي على انقلابٍ تاريخي سحيق... إذا أردنا البحث عن اسمٍ يُعرب عن الجو الانسلاخي السائد في تسعينيات القرن التاسع عشر (وهو جوٌّ تجسده موسيقيًا العلامات الافتتاحية لسمفونية شتراوس بعنوان دون جوان) لكن دون فرض وحدة أسلوب ملفقة على العصر، كان بإمكاننا فعل ما هو أسوأ من العودة إلى مصطلح «الحداثية» الخاص بهيرمان بار والحديث عن «حداثية موسيقية» مفتوحة النهاية أسلوبيًا تمتد (ببعض التصرف) منذ عام 1890 وحتى بداية موسيقا القرن العشرين المعاصرة في عام 1910. (دالهاوس 1898، 334).
يعرّف إيرو تاراستي الحداثية الموسيقية مباشرة بأنها «تبدد النغمية التقليدية وتحول أساسات النغمية الموسيقية بعينها، والبحث عن نماذج جديدة في اللامقامية أو النغمية المتعددة أو أشكال أخرى من النغمية المُعدلة»، وهي أمور حدثت في نهاية القرن تقريبًا (تاراتسي 1979، 272).
يقترح دانييل ألبرايت التعريف التالي للحداثية الموسيقية: «اختبار لحدود البناء الجمالي»، ويقدم التقنيات أو الأساليب الحداثية التالية (ألبرايت 2004، 11):
- التعبيرية
- الموضوعية الجديدة
- الواقعية الفائقة
- الموسيقية البحتة
- الكلاسيكية الجديدة
- البربرية الجديدة (طاقة عديمة الشكل)
- المستقبلية
- الطريقة الأسطورية (صقل الماضي قبل التاريخي)

## تحقيبها
يعتبر بعض الكتّاب الحداثية الموسيقية فترة تاريخية أو عصرًا امتد بين عامي 1890 و1930، ويطبقون مصطلح «ما بعد الحداثية» على الفترة أو العصر الذي تلا العام 1930 (كارولي 1994، 135؛ ماير 1994، 331 – 332). بالنسبة لدالهاوس (المُقتبس منه أعلاه)، انتهى الشكل الأنقى مع حلول عام 1910، لكن يعتبر مؤرخون آخرون أن الحداثية انتهت مع إحدى الحربين العالميتين (ألبرايت 2004، 13).
يؤكد كتّاب آخرون أن الحداثية ليست مرتبطةً بأي فترة تاريخية، بل هي بالأحرى «سلوك خاص بالملحن؛ بناء حي يمكنه التطور مع الأزمنة». (مكهارد 2008، 14).

## الجاز
وفقًا لعازف الدرامز وقائد الفرقة الموسيقية كيني كلارك، فقد كان وأقرانه يشيرون إلى البيبوب باسم «الجاز المعاصر» قبل أن يصطفي كتّاب آخرون الاسم «بيبوب» (دو نوير 2003، 130).